# Songeons
Songeons és un municipi francès, situat al departament de l'Oise i a la regió dels Alts de França. L'any 2007 tenia 1.113 habitants.

## Demografia

### Població
El 2007 la població de fet de Songeons era de 1.113 persones. Hi havia 441 famílies de les quals 164 eren unipersonals (80 homes vivint sols i 84 dones vivint soles), 108 parelles sense fills, 133 parelles amb fills i 36 famílies monoparentals amb fills.
La població ha evolucionat segons el següent gràfic:
Habitants censats

### Habitatges
El 2007 hi havia 509 habitatges, 449 eren l'habitatge principal de la família, 23 eren segones residències i 37 estaven desocupats. 389 eren cases i 77 eren apartaments. Dels 449 habitatges principals, 274 estaven ocupats pels seus propietaris, 161 estaven llogats i ocupats pels llogaters i 13 estaven cedits a títol gratuït; 39 tenien una cambra, 39 en tenien dues, 77 en tenien tres, 118 en tenien quatre i 176 en tenien cinc o més. 279 habitatges disposaven pel capbaix d'una plaça de pàrquing. A 205 habitatges hi havia un automòbil i a 131 n'hi havia dos o més.

### Piràmide de població
La piràmide de població per edats i sexe el 2009 era:
| Homes | Edats   | Dones |
| ----- | ------- | ----- |
| 0     | 95 o +  | 0     |
| 4     | 90 a 94 | 24    |
| 8     | 85 a 89 | 40    |
| 0     | 80 a 84 | 24    |
| 20    | 75 a 79 | 28    |
| 24    | 70 a 74 | 24    |
| 16    | 65 a 69 | 36    |
| 24    | 60 a 64 | 28    |
| 32    | 55 a 59 | 24    |
| 32    | 50 a 54 | 24    |
| 36    | 45 a 49 | 36    |
| 40    | 40 a 44 | 44    |
| 52    | 35 a 39 | 28    |
| 32    | 30 a 34 | 48    |
| 20    | 25 a 29 | 28    |
| 20    | 20 a 24 | 24    |
| 16    | 15 a 19 | 40    |
| 64    | 10 a 14 | 32    |
| 32    | 5 a 9   | 40    |
| 32    | 0 a 4   | 28    |

## Economia
El 2007 la població en edat de treballar era de 620 persones, 440 eren actives i 180 eren inactives. De les 440 persones actives 391 estaven ocupades (225 homes i 166 dones) i 49 estaven aturades (22 homes i 27 dones). De les 180 persones inactives 58 estaven jubilades, 62 estaven estudiant i 60 estaven classificades com a «altres inactius».

### Ingressos
El 2009 a Songeons hi havia 461 unitats fiscals que integraven 1.051 persones, la mediana anual d'ingressos fiscals per persona era de 16.736 €.

### Activitats econòmiques
Dels 61 establiments que hi havia el 2007, 1 era d'una empresa extractiva, 3 d'empreses alimentàries, 2 d'empreses de fabricació d'altres productes industrials, 6 d'empreses de construcció, 18 d'empreses de comerç i reparació d'automòbils, 3 d'empreses de transport, 4 d'empreses d'hostatgeria i restauració, 4 d'empreses financeres, 1 d'una empresa immobiliària, 6 d'empreses de serveis, 9 d'entitats de l'administració pública i 4 d'empreses classificades com a «altres activitats de serveis».
Dels 20 establiments de servei als particulars que hi havia el 2009, 1 era una gendarmeria, 1 oficina de correu, 3 oficines bancàries, 3 tallers de reparació d'automòbils i de material agrícola, 1 taller d'inspecció tècnica de vehicles, 1 paleta, 1 guixaire pintor, 2 fusteries, 1 lampisteria, 1 empresa de construcció, 2 perruqueries, 1 veterinari, 1 restaurant i 1 agència immobiliària.
Dels 8 establiments comercials que hi havia el 2009, 1 era una botiga de menys de 120 m², 3 carnisseries, 1 una peixateria, 1 una botiga d'equipament de la llar, 1 una perfumeria i 1 una joieria.
L'any 2000 a Songeons hi havia 11 explotacions agrícoles que ocupaven un total de 623 hectàrees.

## Equipaments sanitaris i escolars
El 2009 hi havia 1 farmàcia i 1 ambulància.
El 2009 hi havia 1 escola maternal i 1 escola elemental.

## Poblacions més properes
El següent diagrama mostra les poblacions més properes.